# نظریه انتقادی نژاد
نظریه انتقادی نژاد (CRT) چارچوبی نظری در علوم اجتماعی است که از درون فلسفه معرفتی توسعه یافته و از نظریه انتقادی برای بررسی جامعه و فرهنگ در ارتباط با طبقه‌بندی نژاد، قانون و قدرت استفاده می‌کند. این نظریه به عنوان یک جنبش نظری در مدارس حقوق آمریکا در اواسط تا اواخر دهه ۱۹۸۰ به عنوان بازنگری‌ای بر مطالعات انتقادی حقوق در مورد موضوعات نژاد آغاز شد.
تا دهه ۱۹۸۰ این نظریه به صورت یک جنبش درآمد، و نظریه‌های مطالعات انتقادی حقوق را با تمرکز بیشتر بر نژاد اصلاح کرد. نظریه انتقادی نژاد و مطالعات انتقادی حقوق هر دو ریشه در نظریه انتقادی دارند، رویکردی به نظریه اجتماعی که توسط اعضای مکتب فرانکفورت ایجاد شده، که استدلال می‌کند مسایل اجتماعی بیشتر تحت تأثیر ساختار اجتماعی و مفروضات فرهنگی اند و توسط آن ایجاد شده‌اند تا عوامل فردی و روانشناسانه.
دو درون مایه مشترک در آن به چشم می‌خورد. اولا، CRT پیشنهاد می‌کند که برتری سفید و قدرت نژادی به مرور زمان باقی می‌ماند، و این که، قانون ممکن است در این روند نقشی داشته باشد. ثانیاً، CRT امکان تغییر رابطه بین قانون و قدرت نژادی و همچنین پیگیری پروژه دستیابی به رهایی نژادی و خضوع‌ناپذیری را به‌طور گسترده‌تر بررسی کرده‌است.
نظریه انتقادی نژاد نژادپرستی را سیستمی و نهادی می‌داند تا صرفاً مجموعه ای از تعصبات فردی. این نظریه همچنین نژاد را یک هویت برساخته اجتماعی می‌داند. این نظریه بر این که نژادپرستی و پیامدهای نژادی متفاوت چگونه ممکن است نتیجه پویایی‌های اجتماعی و نهادی باشد تا تعصبات صریح و تعمدی از سوی افراد تأکید می‌کند. در زمینه مطالعات حقوقی، نظریه انتقادی نژاد بر این تأکید می‌کند که صرف کوررنگ کردن قوانین روی کاغذ شاید برای کوررنگ کردن اعمال قوانین کافی نباشد؛ قوانین به ظاهر کوررنگ ممکن است به شیوه‌های نژادی تبعیض آمیز اعمال شوند. اینترسکشنالیتی – که بر این که نژاد با دیگر هویت‌ها (نظیر جنسیت و طبقه) برای ایجاد ترکیبات پیچیده قدرت و محرومیت تقاطع می‌کند - از مفاهیم کلیدی در نظریه انتقادی نژاد است.
تا سال ۲۰۰۲، بیش از ۲۰ مدرسه حقوق آمریکا و حداقل ۳ مدرسه حقوق در سایر کشورها، دوره‌ها یا کلاسهای نظریه انتقادی نژاد را برگزار می‌کردند که موضوع اصلیش نظریه انتقادی نژاد بود.  علاوه بر حقوق، نظریه انتقادی نژاد در زمینه‌های آموزش، علوم سیاسی، مطالعات زنان، مطالعات قومی، ارتباطات، جامعه‌شناسی و مطالعات آمریکایی نیز آموزش داده می‌شود و نوآوری در آن انجام می‌شود.  محققان مهم این تئوری عبارتند از: دریک بل، پاتریشیا ویلیامز، ریچارد دلگادو، کیمبرلی ویلیامز کرنشاو، کامارا فیلیس جونز و ماری ماتسودا.
منتقدان نظریه انتقادی نژاد، با این که این نظریه بر کونستراکسیونیسم اجتماعی متکی است، این که داستان‌گویی را بر شواهد و منطق اولویت می‌دهد، مفاهیم حقیقت و شایستگی را نفی می‌کند و با لیبرالیسم مخالف است مسئله دارند. از سال ۲۰۲۰، قانونگذاران محافظه کار در ایالات متحده در تلاش بوده‌اند تدریس نظریه انتقادی نژاد را در کنار دیگر برنامه‌های ضدنژادپرستی ممنوع یا محدود کنند.  منتقدان تلاش‌ها برای ممنوعیت این نظریه می‌گویند اهمیت آن بیش از حد بالا نشان داده شده، مفاهیم آن به غلط نشان داده شده و این که اهداف این تلاش‌ها ساکت کردن بحث گسترده‌تر در مورد نژادپرستی، برابری، عدالت اجتماعی و تاریخ نژاد است.

## دیدگاه‌ها
ویل اورمس در خصوص «رادیکال» بودن نظریه انتقادی نژاد چنین استدلال می‌کند:
نظریهْ رادیکال است … به این معنا که فرض‌های بنیادین را زیر سؤال می‌برد.. و برخلاف برخی اجزای اندیشه آکادمیک و حقوقی، نظریه انتقادی نژاد یک برنامه باز و کنشگرانه، با تأکید بر داستان گویی و تجربه شخصی دارد. این نظریه در مورد درست کردن غلط‌ها است نه فقط پی جویی دانش… بسیاری از ایده‌های آنها به معنای بیرون بودن از جریان اصلی رادیکال نیستند: نظریه انتقادی نژاد به‌طور گسترده تدریس و مطالعه می‌شود.
توسعه‌های اوایل دهه ۲۰۰۰ در نظریه انتقادی نژاد شامل تکیه بر پژوهش روان‌شناسی اجتماعی به روز شده در خصوص سوگیری ناخودآگاه به منظور توجیه تبعیض مثبت; و کار با تکیه بر حقوق و روش‌شناسی اقتصادی به منظور بررسی نابرابری ساختاری تبعیض شغلی بود.

### زمینه‌های رایج
زمینه‌های رایج که مشخصه کار در نظریه اقتصادی نژادند، چنان‌که توسط دانشوری چون ریچارد دلگادو و جین استفنکیک مستندسازی شده عبارتند از:
- نقد لیبرالیسم: دانشوران نظریه انتقادی نژاد مفاهیم بنیادین لیبرال نظیر عقلانیت عصر روشنگری، برابری در برابر قانون، و بیطرفی قانون اساسی را زیر سؤال می‌برند، و رویکرد قدم به قدم گفتمان سنتی حقوق مدنی را به چالش می‌کشند؛[۲۰] آنان حامی رویکردی به دگرگونی اجتماعی اند که  آگاه به نژاد باشد، پذیرش تبعیض مثبت، کوررنگی نژادی، رل مدلینگ، شایسته‌سالاری از سوی لیبرال‌ها را رد می‌کنند؛ و برخلاف لیبرالیسم که بر روش‌های حقوق-بنیان تکیه می‌کرد، حامی رویکردی هستند که بیشتر بر سازماندهی سیاسی تکیه دارد.[۲۱]
- داستان گویی, پادداستان گویی, و "از واقعیت خود نام بردن": استفاده از روایت (قصه‌گویی) به منظور روشنگری و کاوش ستم نژادی.[۲۲] براین بریبوی بر اهمیت معرفت شناسانه داستان گویی در جوامع سرخ‌پوست به عنوان جایگزین نظریه تأکید کرده، و یک نظریه انتقادی نژاد قبیله ای (TribCrit) پیشنهاد کرده.[۲۳]
- تفاسیر تجدیدنظرگرایانه قانون حقوق مدنی آمریکا و ترقی: نقد دانشوری حقوق مدنی و قانون ضد تبعیض، مانند براون در برابر هیئت آموزش. دریک بل، یکی از مؤسسین نظریه انتقادی نژاد، استدلال می‌کند که پیشرفت‌های حقوق مدنی برای سیاهپوستان همزمان با نفع شخصی نخبگان سفیدپوست بوده‌است. به همین ترتیب مری دادزیک پژوهش بایگانی مبسوطی در وزارت امور خارجه ایالات متحده آمریکا و وزارت دادگستری ایالات متحده آمریکا، از جمله در مکاتبات سفرای ایالات متحده آمریکا در خارج انجام داد، و نتیجه گرفت که قانون حقوق مدنی آمریکا به خاطر تبعیض علیه رنگین پوستان تصویب نشد؛ تصویب شد تا چهره آمریکا در نظر جهان سوم که آمریکا در جریان جنگ سرد به عنوان متحد به آنها نیاز داشت بهبود یابد.[۲۴][full citation needed]
- نظریه اینترسکشنال: مطالعه نژاد، جنسیت، طبقه، منشأ ملی، و گرایش جنسی، و این که ترکیب اینها در زمینه‌های گوناگون چگونه عمل می‌کند، مثلاً نیازهای یک زن لاتین (یعنی اینترسکشنالیتی) از نیازهای یک مرد سیاهپوست متفاوت است و نیازهای چه کسی ارتقا می‌یابد. [۲۵]
- معرفت‌شناسی نقطه نظر : این دیدگاه که عضو یک اقلیت از اقتدار و قابلیتی برای سخن گفتن دربارهٔ نژادپرستی برخوردار است که اعضای دیگر گروه‌های رادیکال ندارند، و این که این می‌تواند دروغین بودن بیطرفی رادیکال قانون را افشا کند.[۲۶]
- ذات گرایی و ضدذات گرایی: دلگادو و استفنکیک می‌نویسند دغدغه دانشورانی که حول این موضوعات می‌نویسند، واحد مناسب برای تحلیل است: آیا جامعه سیاه یک یا چند جامعه است؟ آیا سیاهپوستان آمریکایی طبقه متوسط و کارگر نیازهای و منافع متفاوتی دارند؟ آیا همه مردمان تحت ستم چیز مشترکی دارند؟ این نگاهی به شیوه‌هایی است که گروه‌های تحت ستم ممکن است در ستم شان در آنها مشترک باشند ولی نیازها و ارزش‌های متفاوتی هم داشته باشند که نیاز باشد به آنها به‌طور متفاوت نگاه شود. سؤالی است در این خصوص که گروه‌ها چگونه می‌توانند با ذات‌باوری برخورد شوند یا ذات باوری در خصوص آنان ممکن نیست.[۲۷]
- جبرگرایی ساختاری: کاوش این که «ساختار اندیشه حقوقی یا فرهنگ بر محتوای آن اثر می‌گذارد» که در آن نوع مشخصی از اندیشه یا رسم بسیار مشترک نتایج قابل توجه اجتماعی را تعیین می‌کند، معمولاً بدون دانش خوداگاه رخ می‌دهد. به همین ترتیب، نظریه پردازان می‌گویند که نظام ما نمی‌تواند انواع معینی از غلط‌ها را جبران کند. [۲۸]
- مغالطه همدلانه: باور به این که کسی می‌تواند با ارائه یک روایت جایگزین به این امید که همدلی شنونده به سرعت و به طرزی قابل اطمینان چیره شود روایتی را تغییر دهد. همدلی برای تغییر نژادپرستی کافی نیست چرا که بیشتر مردم در معرض افراد بسیار متفاوت با خود قرار نگرفته‌اند و مردم بیشتر دنبال اطلاعات دربارهٔ فرهنگ و گروه خودشان می‌گردند.[۲۹]
- ملی‌گرایی فرهنگی غیرسفیدپوستی/جدایی طلبی: کاوش دیدگاه‌های رادیکال تر که برای جبران جدایی‌خواهی و جبران برده داری به عنوان نوعی از کمک اقتصادی خارجی (از جمله ملی‌گرایی سیاه) استدلال می‌کنند.[۲۲]

## انتقاد و جدل
برخی از صاحبنظران حقوقی، CRT را به دلایل مختلف مورد انتقاد قرار داده‌اند، از جملهٔ آن دلایل اتکای دانشوران CRT به روایت و داستان پردازی، یا انتقاد CRT از عینیت است. قاضی ریچارد پوزنر از دادگاه تجدید نظر در دادگاه استیناف حوزه هفتم ایالات متحده، نظریه پردازان انتقادی نژاد و پسامدرنیست‌ها را «هسته اصلی جنون زده» برابری خواهی حقوقی رادیکال خوانده‌است